# Colletes clypeonitens
Colletes clypeonitens là một loài Hymenoptera trong họ Colletidae. Loài này được Swenk mô tả khoa học năm 1906.